# زاده برای مرگ
زاده برای مرگ (Cradle 2 the Grave) یک فیلم اکشن، جنایی و رزمی آمریکایی محصول سال ۲۰۰۳ به کارگردانی آندری بارتکویاک با بازی جت لی، دی‌ام‌اکس و مارک داکاسیوس است.
این فیلم در ۲۸ فوریه ۲۰۰۳ در ایالات متحده اکران شد. علیرغم دریافت نقدهای کلی منفی منتقدان، آن را به فروش ۵۶ میلیون دلار در سراسر جهان تبدیل کرد که آن را به یک موفقیت متوسطی در گیشه تبدیل کرد.

## داستان
این فیلم داستان تونی فیت (دی‌ام‌اکس)، یک دزد ماهر جواهرات را دنبال می‌کند که وقتی یک دزدی اشتباه پیش می‌رود، خود را در موقعیت خطرناکی گرفتار می‌کند. طی یک سرقت، تونی به‌طور ناخواسته محفظه ای از الماس‌های سیاه را می‌دزدد که توسط یک جنایتکار بی‌رحم به نام لینگ (مارک داکاسیکوس) دنبال می‌شود. برای بازیابی الماس‌ها، لینگ دختر تونی را می‌رباید و او را مجبور می‌کند تا با یک افسر اطلاعاتی تایوانی به نام سو (جت لی) متحد شود. تونی و سو با هم در دنیای اموات لس آنجلس حرکت می‌کنند و با دشمنان مهیب روبرو می‌شوند و برای نجات دختر تونی و خنثی کردن نقشه‌های شرورانه لینگ، دزدی‌های جسورانه‌ای انجام می‌دهند.

## بازیگران
- جت لی در نقش ساو
- دی‌ام‌اکس در نقش تونی فیت
- مارک داکاسیوس در نقش یاو لینگ

## ساخت
فیلمبرداری در ۱۱ مارس ۲۰۰۲ آغاز شد و در تابستان همان سال در مناطق مختلف لس آنجلس، کالیفرنیا به پایان رسید.

## بازخوردها
این فیلم به‌طور کلی نقدهای منفی دریافت کرد.
- در وب‌سایت جمع‌آوری نقد راتن تومیتوز، این فیلم بر اساس رای ۱۲۵ نقد منتقد، با میانگین امتیاز ۴٫۶ از ۱۰، دارای ۲۶ درصد محبوبیت است.
- در متاکریتیک بر اساس رای ۲۶ نقد، امتیاز ۳۶ از ۱۰۰ را به فیلم می‌دهد.

## گیشه
این فیلم در رتبه اول باکس آفیس آمریکای شمالی قرار گرفت و در آخر هفته افتتاحیه ۱۶٫۵۲۱٫۴۶۸ دلار فروخت. با این حال، این رقم ۴۷٫۶ درصد از مجموع ۳۴٫۷۱۲٫۳۴۷ دلار ناخالص را به خود اختصاص داده است. فروش جهانی فیلم ۵۶٫۴۸۹٫۵۵۸ دلار است که باعث موفقیت اندک فیلم شده است.